# NGC 5342
NGC 5342 је лентикуларна галаксија у сазвежђу Велики медвед која се налази на NGC листи објеката дубоког неба.
Деклинација објекта је + 59° 51' 50" а ректасцензија 13h 51m 25,9s. Привидна величина (магнитуда) објекта NGC 5342 износи 13,5 а фотографска магнитуда 14,5. NGC 5342 је још познат и под ознакама UGC 8776, MCG 10-20-41, CGCG 295-20, PGC 49192.